# 53. средњобосанска дивизија НОВЈ
Педесет трећа средњобосанска дивизија НОВЈ формирана је крајем јула 1944. године. При оснивању у њен састав су ушле Четрнаеста, новоформирана Осамнаеста средњобосанска ударна бригада, затим Прњаворски, Мотајички, Тешањско-теслићки и Влашићки партизански одред, те Артиљеријски дивизион 11. ударне бригаде.
Дивизија је била у саставу Петог босанског корпуса. Њено оперативно подручје обухватало је обухватало је северни део централне Босне ограничен рекама Босном, Савом, Врбасом, Врбањом и на југу планином Влашић.
Непосредно после формирања имала је 3120 бораца¸, наоружаних са 3059 пушака, 221 пушкомитраљез, 22 митраљеза, 33 минобацача и 10 топова. У августу 1944, имала је близу 6000 бораца.
У лето 1944. њен Тешањско-теслићки одред прерастао је у Тешањско-теслићку бригаду, која је 1. октобра 1944. преименована у Деветнаесту средњобосанску бригаду. У дивизији је био формиран и Узломачки одред. Крајем 1944. у њен састав је ушао Бањалучки партизански одред.

## Ратни пут дивизије
У августу 1944. дивизија је дала један батаљон за формирање Прве бригаде босанскохерцеговачке дивизије КНОЈ, очистила централни део оперативног подручја, разбила делове Средњобосанског корпуса ЈВуО и одбила више мањих испада из непријатељевих упоришта у долинама Босне и Врбање.
У оквиру рушења немачких комуникација у Југославији од 1. до 7. септембра 1944. године, које је НОВЈ координирала са дејством савезничке авијације (операција Ратвик), 53. дивизија ојачана 21. славонском бригадом 28. славонске дивизије спречила је саобраћај на железничкој прузи и друму Славонски Брод–Сарајево (порушено више мостова и вијадуката), успешно вршила притисак на све гарнизоне од Дервенте до Маглаја, ослободила Теслић и Јелах (5. септембра), Тешањ (8. септембра), Дервенту (8/9. септембра) и више железничких станица између њих, продрла у Маглај (3. септембра) и Добој (8-10. септембра), при чему је био уништен домобрански Први ловачки здруг. Тада је 6. домобранска пуковнија прешла на страну НОВЈ, па је бројно стање дивизије, уз појачану мобилизацију нових бораца, готово удвостручено.
Од 18. до 28. септембра, 53. дивизија је учествовала у Другој бањалучкој операцији: заузела је манастир Траписте, село Врбању, форсирала Врбас и преко Ребровачког моста упала у центар Бање Луке. За то време, оперативно подручје дивизије су браниле слабије снаге, па је Босанско-крајишком корпусу ЈВуО успело да 24. септембра код села Клупе разбије један батаљон и побије део рањеника које је дивизија обезбеђивала на путу за болницу у Масловарама. Немачкој 92. моторизованој бригади такође је успело да 25-27. септембра од Дервенте преко Прњавора пробије у село Клашнице. После повлачења из Бање Луке, 53. дивизија је прво разбила делове Првог средњобосанског и Босанско-крајишког корпуса ЈВуО, који су у међувремену овладали делом слободне територије, 14. октобра безуспешно нападала на Котор Варош, а 22. октобра поновно избацила из употребе железничку пругу Славонски Брод-Добој, и овладала свим непријатељевим упориштима између Дервенте и Добоја. Од новембра 1944. до фебруара 1945, 53. дивизија је обезбеђивала слободну територију.
За време повлачења бројних јединица немачке групе армија Е долином Босне од Сарајева према Славонском Броду, које је почело у новембру 1944, дивизија је у току читаве зиме успешно ометала саобраћај, нарочито на одсеку између Жепча и Маглаја, и уништила неколико оклопних возова и више стотина моторних возила. Истовремено је вршила обезбеђење слободне територије, одбијајући испаде из гарнизона и ликвидирајући поједина истурена упоришта у долинама Врбаса и Босне. У борбама 7. и 8. марта 1945. разбила је јаку групацију ЈВуО на Вучјаку и садејствовала јединицама Друге југословенске армије у коначном ослобођењу градова у долини Босне. Пошто је у марту њена 18. бригада ушла у састав Зеничке групе бригада и учествовала у ослобођењу Зенице (11/12. априла), дивизија је ослободила Жепче (15. априла) и Котор Варош (20. априла), а потом је у саставу Трећег босанског корпуса ЈА (од 25. априла), ангажована за уништење главнине четника Драже Михаиловића и заостале усташке групе у рејону Оџака.

## Командни састав дивизије
- Команданти дивизије:
  - Ђурађ Предојевић — од формирања дивизије до краја рата

- Политички комесари дивизије:
  - Симо Тадић — од формирања дивизије
  - Радош Раичевић — до краја рата

- Начелници Штаба дивизије:
  - Алберт Тринки — до краја рата